# David Volgger
David Volgger OFM (* 10. November 1965) ist ein römisch-katholischer Ordensgeistlicher und Theologe.

## Leben
Von 1987 bis 1992 studierte er Sprachwissenschaft / Indogermanistik und die gewählten Fächer Griechisch, Latein und Deutsch an der Geisteswissenschaftlichen Fakultät der Universität Salzburg und von 1985 bis 1991 katholische Theologie an der Katholisch-Theologischen Fakultät der Universität Salzburg. Nach der Habilitation 1998 in katholischer Theologie / Alttestamentliche Exegese und biblisch-orientalische Sprachen an der Katholisch-Theologischen Fakultät der Universität Würzburg ist er seit 2003 Professore straordinario an der Pontificia Universitas Antonianum.

## Schriften (Auswahl)
- Notizen zur Phonologie des Bibelhebräischen. St. Ottilien 1992, ISBN 3-88096-536-6.
- Notizen zur Textanalyse von Ps 89. St. Ottilien 1994, ISBN 3-88096-545-5.
- Verbindliche Tora am einzigen Tempel. Zu Motiv und Ort der Komposition von 1.2 Kön. St. Ottilien 1998, ISBN 3-88096-561-7.
- Israel wird feiern. Untersuchung zu den Festtexten in Exodus bis Deuteronomium. St. Ottilien 2002, ISBN 3-8306-7154-7.
- Der Opferkalender der Tempelrolle. Eine Untersuchung zu 11Q Kolumne 13-30. St. Ottilien 2006, ISBN 3-8306-7236-5.
- Und dann wirst du gewiss sterben. Zu den Todesbildern im Pentateuch. St. Ottilien 2010, ISBN 978-3-8306-7448-1.